# Denuncia (ordinamento penale italiano)
La denuncia, nell'ordinamento penale italiano, è l'atto con il quale chiunque abbia notizia di un reato perseguibile d'ufficio ne informi le autorità competenti.

## Disciplina generale
È disciplinata dagli artt. 331 ss. del codice di procedura penale. Può essere sporta da parte di privati (generalmente dalla persona offesa), da un pubblico ufficiale o da un incaricato di pubblico servizio, generalmente nell'esercizio delle loro funzioni, o anche da soggetti pubblici o autorità, come la magistratura italiana.
I privati possono denunciare direttamente all'autorità giudiziaria italiana (o anche, eventualmente, per il tramite della polizia giudiziaria) reati perseguibili d'ufficio (art. 333 del codice di procedura penale italiano) anche se commessi da ignoti. La presentazione è obbligatoria in tutti i casi espressamente previsti dalla legge.
Possono però essere perseguibili taluni modi e mezzi impropriamente adottati per l'espressione della notizia, se tali azioni ad esempio recano danno e pregiudizio alla reputazione e immagine di una persona fisica o giuridica. Per alcuni reati, anche in presenza di prove sufficienti, il pubblico ministero può avviare un processo penale, soltanto a seguito di querela, che può essere fatta esclusivamente dalla parte lesa del reato. Si dice in tal caso che il reato è procedibile a querela di parte (altrimenti si parla di reato procedibile d'ufficio).

## Contenuto
La denuncia dovrà contenere:
- generalità della persona offesa (in caso il denunciante sia un privato)
- fatto storico oggetto della stessa
- firma del denunciante.

La denuncia può essere presentata, alternativamente, sia oralmente sia per iscritto. Il pubblico ufficiale ha generalmente l'obbligo di presentarla per iscritto.

## La denuncia anonima
Secondo l'ordinamento italiano è anche possibile esporre denuncia in forma anonima; che si caratterizza per la mancanza di firma. Ad ogni modo, secondo l'art. 333 comma 3 del codice di procedura penale afferma che "delle denunce anonime non può essere fatto alcun uso" salvo che nei casi previsti dall'art. 240 del predetto codice.
Tuttavia orientamenti giurisprudenziali della corte suprema di cassazione hanno stabilito che l'unico effetto degli elementi contenuti nella denuncia anonima può essere quello di stimolare l'attività di iniziativa del pubblico ministero e della polizia giudiziaria al fine di assumere informazioni dirette a verificare se può essere individuata una valida notitia criminis.

## Obbligo di denuncia
L'obbligo giuridico di denunciare un reato vige per i pubblici ufficiali e gli incaricati di pubblico servizio (artt. 357-358 c.p.) nell'esercizio delle loro funzioni o per i reati di cui vengono a conoscenza in ragione dell'esercizio che essi svolgono. In caso di violazione oltre all'applicazione della fattispecie incriminatrice prevista per i cittadini sarà applicata anche una pena accessoria.
L'omissione della denuncia di quanto previsto dalla legge configura un reato a carico del pubblico ufficiale. Essa è disciplinata dagli artt. 361-362 del codice penale italiano. In tali articoli si specifica che sarà applicata la sanzione in caso di omissione o ritardo della denuncia.
La denuncia è obbligatoria, e la sua omissione comporta l'applicazione di sanzioni penali, nei seguenti casi:
- per il cittadino italiano che abbia avuto notizia di un delitto contro la personalità dello Stato per il quale la legge prevede la pena dell'ergastolo (art. 364 c.p.);
- per chiunque abbia ricevuto in buona fede monete contraffatte o alterate e si accorga poi della loro contraffazione (art. 694 c.p. ora sanzionato in via amministrativa);
- per chiunque abbia ricevuto denaro o acquistato o comunque ricevuto cose provenienti da delitto senza conoscerne o sospettarne la provenienza omette dopo averla conosciuta (art. 709 c.p.);
- per chi abbia notizia che nel luogo da lui abitato si trovano materie esplodenti (art. 679 c.p.) o rinvenga esplosivi di qualunque natura o venga a conoscenza di depositi o di rinvenimenti di esplosivi (art. 20, comma 6 legge 18 aprile 1975, n. 110);
- per chi abbia subito il furto o sia incorso nello smarrimento di armi, parti di esse o esplosivi di qualunque natura (art. 20, comma 3 legge 18 aprile 1975, n. 110). Si aggiunga infine che chiunque rinvenga un'arma o parte di essa è tenuto a effettuarne immediatamente il deposito presso l'Autorità locale di pubblica sicurezza o, in mancanza, al più vicino comando dei Carabinieri (art. 20, comma 5 legge 18 aprile 1975, n. 110);
- per i rappresentanti di enti sportivi (affiliati o riconosciuti dal CONI e dall'UNIRE) che nell'esercizio o a causa delle loro funzioni hanno avuto notizia di frodi in competizioni sportive (per maggiori dettagli artt. 1 e 3 legge 13 dicembre 1989, n. 401).

In particolare, poi, la denuncia è obbligatoria per chiunque, essendone a conoscenza, omette o ritarda di riferire fatti e circostanze concernenti un sequestro (anche solo tentato) di persona a scopo di estorsione (art. 630 c.p.) (tra i fatti e le circostanze rientrano, ad esempio, la notizia del sequestro, le informazioni sulla richiesta e il pagamento del "riscatto", le circostanze utili per la individuazione e la cattura dei colpevoli ovvero la liberazione del sequestrato) (art. 3 D.L. 15/1/1991, n. 8, convertito con modificazioni nella legge 15/3/1991, n. 82). Non è punibile però chi ha omesso o ritardato di riferire "in favore del prossimo congiunto" (art. 3, comma 2 D.L. citato).